# Diario de Noticias de Álava
El Diario de Noticias de Álava, también conocido como Noticias de Álava, es un periódico editado en Vitoria desde 2004. Forma parte del Grupo Noticias. Cuenta también con una versión en línea.

## Historia
Fundado en el año 2004, lo edita la empresa Izoria, S. L.. Esta empresa pertenece al conglomerado del Grupo Noticias, que ya entonces editaba el Diario de Noticias en Navarra y que luego lanzaría Noticias de Gipuzkoa y se haría con Deia, ahora subtitulado «Noticias de Bizkaia». Su primer director fue Julio Iturri Ruesga.
En su versión en línea, tuvo en agosto de 2022 más de 1 250 000 usuarios únicos, con un total de 3 976 493 páginas vistas en su página web.